# Jegor Baranov
Jegor Baranov (russisk: Его́р Генна́дьевич Бара́нов) (født 3. december 1988 i Jekaterinburg i Sovjetunionen) er en russisk filminstruktør.

## Filmografi
- Sarantja (Саранча, 2015)[1][2]
- Gogol. Natjalo (Гоголь. Начало, 2017)
- Gogol. Vij (Гоголь. Вий, 2018)
- Gogol. Strasjnaja mest (Гоголь. Страшная месть, 2018)
- Avanpost (Аванпост, 2019)